# Garsmühle
Die Garsmühle war ein Wohnplatz mit einer Mahl- und Ölmühle, sowie einer Landwirtschaft der ehemaligen Gemeinde Alertshausen, der heutigen Stadt Bad Berleburg im Kreis Siegen-Wittgenstein in Nordrhein-Westfalen. Die Mühle gehörte zum Kirchspiel Elsoff.

## Lage
Die Mühle lag unterhalb des Garsbaches an der Landstraße 817 Richtung Elsoff. Gespeist wurde die Anlage hauptsächlich aus dem Elsoffbach.

## Geschichte
Erbaut wurde die Mühle im Jahr 1608 als oberschlächtige Wassermühle. Anfänglich gehörte das Anwesen zur Gemeinde Elsoff. In den Jahren 1644/1645 ist die Mühle aufgrund kriegerischer Einwirkungen nicht besetzt. 1712 wird die Mahlmühle durch den Bau einer Ölmühle erweitert. Ab 1819 gehörte die Mühle zum Schultheißenbezirk Elsoff. 1934 wird das Anwesen durch einen Brand vollständig zerstört. Am Ende des Zweiten Weltkrieges überfällt ein versprengter SS-Trupp einen US-Jeep an der Garsmühle. Ein US-Soldat wird getötet und einer verwundet. Der Verwundete wird von den SS-Männern in den Keller der Mühle gebracht. Anschließend flüchteten sie mit einem erbeuteten Jeep über den Bohland nach Berleburg. 
Reste der ehemaligen Siedlungsstätte waren noch bis Mitte der 1990er Jahre vorhanden.